# Setina pontica
Setina pontica är en fjärilsart som beskrevs av Max Wilhelm Karl Draudt 1931. Setina pontica ingår i släktet Setina och familjen björnspinnare. Inga underarter finns listade i Catalogue of Life.